# Wólka Krzykowska
Wólka Krzykowska – wieś w Polsce położona w województwie łódzkim, w powiecie tomaszowskim, w gminie Ujazd.
W latach 1975–1998 miejscowość administracyjnie należała do województwa piotrkowskiego.
Według rejestru zabytków Narodowego Instytutu Dziedzictwa na listę zabytków wpisane są obiekty:
- zespół dworski, poł. XIX w., nr rej.: 363 z 1.04.1986:
  - dwór
  - park